# Sceloporus licki
Espèce
Statut de conservation UICN

 LC  : Préoccupation mineure
Sceloporus licki est une espèce de sauriens de la famille des Phrynosomatidae.

## Répartition
Cette espèce est endémique de Basse-Californie du Sud au Mexique.

## Étymologie
Cette espèce est nommée en l'honneur de James Lick.

## Publication originale
- Van Denburgh, 1895 : A review of the herpetology of Lower California. Part I - Reptiles. Proceedings of the California Academy of Science, ser. 2, vol. 5, p. 77-162 (texte intégral).